# Vương quốc Bồ Đào Nha
Vương quốc Bồ Đào Nha và Algarve (tiếng Bồ Đào Nha: Reino de Portugal e dos Algarves; tiếng Latinh: Regnum Portugalliae et Algarbia), là tên gọi chung của Bồ Đào Nha dưới chính thể quân chủ. Vương quốc nằm ở phía tây bán đảo Iberia thuộc châu Âu và tồn tại từ năm 1139 đến 1910. Chế độ quân chủ ở Bồ Đào Nha đã bị bãi bỏ và thay thế bằng nền Đệ nhất Cộng hòa Bồ Đào Nha từ sau cuộc Cách mạng ngày 5 tháng 10 năm 1910.

## Đế quốc Bồ Đào Nha

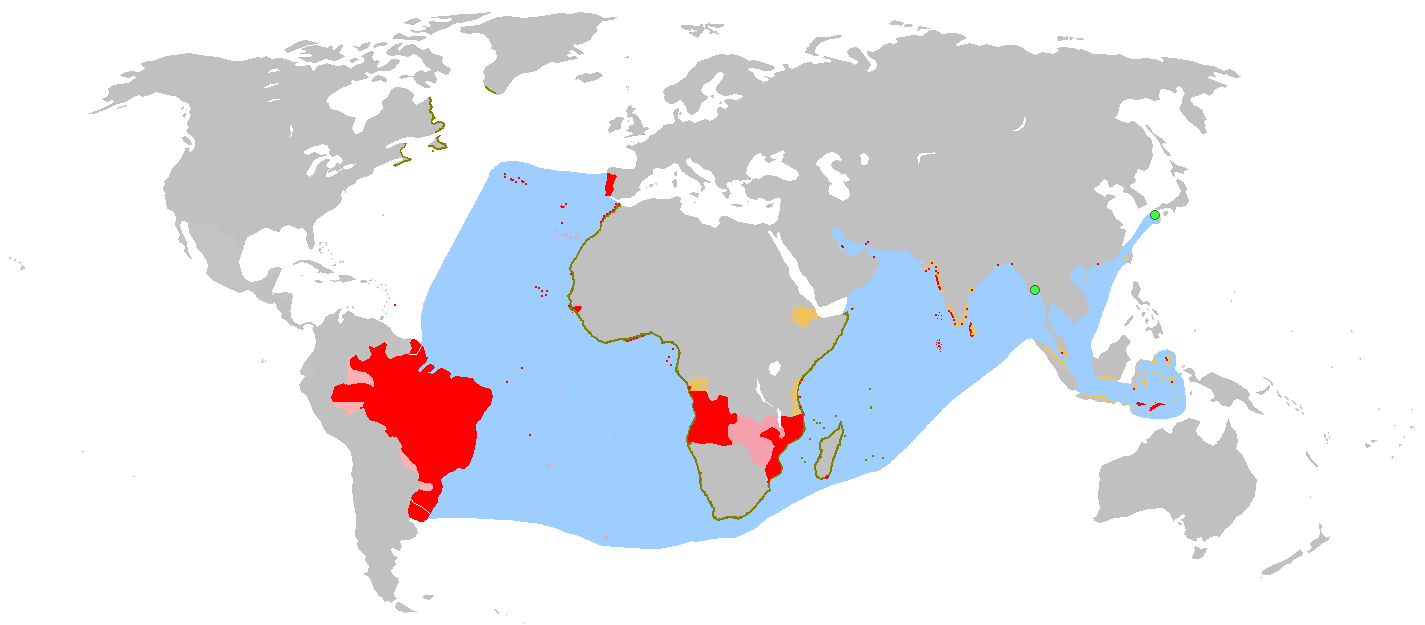
Một bản đồ cũ của Đế quốc Bồ Đào Nha.

## Lịch sử